# SS Minnesotan
SS Minnesotan là một con tàu chở hàng được đóng vào năm 1912 cho Công ty Tàu hơi nước Mỹ-Hawaii. Trong Chiến tranh Thế giới thứ nhất, nó được gọi là USAT Minnesotan phục vụ cho Quân đội Hoa Kỳ và USS Minnesotan (ID-4545) phục vụ cho Hải quân Hoa Kỳ. Cô kết thúc sự nghiệp của mình với tư cách SS Maria Luisa R. thuộc quyền sở hữu của Ý. Nó được đóng bởi Công ty Thép Maryland như một trong tám tàu chị em cho Công ty Tàu hơi nước Mỹ-Hawaii, và được sử dụng trong tuyến liên duyên hải qua eo đất Tehuantepec và kênh đào Panama sau khi mở cửa.

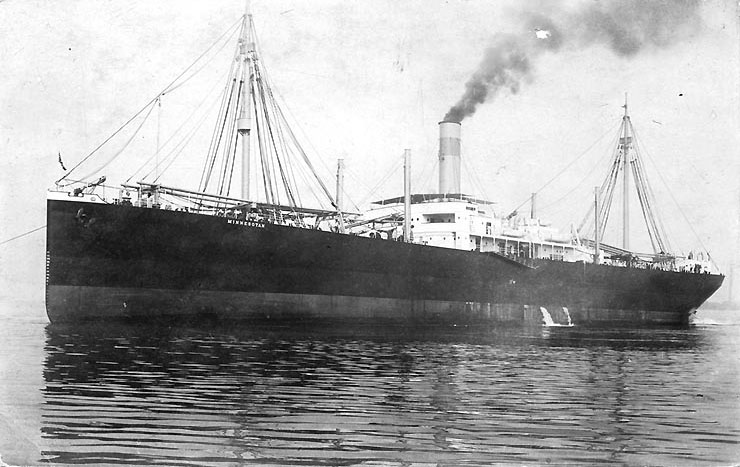
SS Minnesotan